# Tostes
Tostes ist eine Ortschaft und eine ehemalige französische Gemeinde mit 435 Einwohnern (Stand: 1. Januar 2022) im Département Eure in der Region Normandie. Sie gehörte zum Arrondissement Les Andelys und zum Kanton Pont-de-l’Arche. Die Einwohner werden Tostais genannt.
Mit Wirkung vom 1. Januar 2017 wurden die bis dahin selbstständigen Gemeinden Montaure und Tostes zu einer Commune nouvelle namens Terres de Bord zusammengeschlossen und besitzen seither in der neuen Gemeinde den Status einer Commune déléguée. Der Verwaltungssitz befindet sich im Ort Montaure.

## Geographie
Tostes liegt etwa 19 Kilometer südlich von Rouen.
Nachbarorte sind Criquebeuf-sur-Seine im Norden, Pont-de-l’Arche im Nordosten, Le Vaudreuil im Osten, Incarville im Südosten, Montaure im Süden, La Haye-Malherbe im Südwesten sowie Martot im Westen und Nordwesten.
Durch die vormalige Gemeinde führt die Autoroute A13.

## Bevölkerungsentwicklung
| Jahr                      | 1962 | 1968 | 1975 | 1982 | 1990 | 1999 | 2006 | 2013 |
| Einwohner                 | 197  | 216  | 233  | 270  | 315  | 346  | 360  | 449  |
| Quelle: Cassini und INSEE |      |      |      |      |      |      |      |      |

## Sehenswürdigkeiten
- Kirche Sainte-Anne
- Reste der gallorömischen Besiedlung
- Windmühle
- Taubenschlag